# Ganeshida
Ganeshida Moser, 1908 é uma ordem monotípica de ctenóforos (filo Ctenophora) marinhos que tem  Ganeshidae como a única família. Por sua vez, a família Ganeshidae é também um táxon monotípico que agrupa as duas espécies conhecidas do género Ganesha.

## Taxonomia
Segundo a base de dados taxonómicos Catalogue of Life o grupo pode ser representado pelo seguinte cladograma:

| Ganesha | \| \| Ganesha annamita \| \| \| \| \| \| Ganesha elegans \| \| \| \| |
|         | \| \| Ganesha annamita \| \| \| \| \| \| Ganesha elegans \| \| \| \| |
|         | Ganesha annamita                                                     |
|         |                                                                      |
|         | Ganesha elegans                                                      |
|         |                                                                      |